# ژایرو رودریگز
ژایرو رودریگز پیشتو فیلو (متولد ۳۱ دسامبر ۱۹۹۲ در گویانیا) مدافع فوتبال برزیلی است.